# 헌티드 맨션 (2003년 영화)
《헌티드 맨션》(The Haunted Mansion)은 미국에서 제작된 롭 민코프 감독의 2003년 코미디, 공포, 가족, 판타지 영화이다. 에디 머피 등이 주연으로 출연하였고 돈 한 등이 제작에 참여하였다.
이 영화는 2003년 11월 26일 미국에서 극장 개봉되었다. 이 영화는 비평가들로부터 부정적인 평가를 받았지만 9천만 달러의 예산 대비 전 세계적으로 1억 8,230만 달러의 수익을 올리며 흥행에 성공했다. 저스틴 시미엔 감독이 연출한 리부트는 영화 개봉 20년 후인 2023년에 개봉됐다.

## 줄거리
성공한 부동산 중개인이자 일 중독자인 짐 에버스는 결혼 기념일을 놓치고, 이를 만회하려 가족과 함께 휴가를 떠나려 한다. 하지만 우연히 인근의 그레이시 저택에서 부동산 거래 제안을 받게 되고, 가족과 함께 저택을 방문한다. 저택의 주인인 에드워드 그레이시와 그의 집사 램슬리, 하인 엠마와 에즈라를 만나게 된다. 폭풍우로 강이 범람하면서 가족은 저택에서 하룻밤을 머무르게 되고, 짐은 그레이시와 부동산 계약을 논의하려다 비밀 통로에 갇힌다. 한편, 그레이시는 사라에게 저택을 소개하며 과거 연인이었던 엘리자베스 헨쇼의 죽음에 대해 이야기한다. 짐의 아이들은 다락방에서 사라와 닮은 여인의 초상화를 발견하고, 하인들은 그녀가 죽은 엘리자베스라고 알려준다.
짐은 수정구슬에 갇힌 집시 유령 마담 레오타를 만나 엘리자베스와 사라의 닮은 점에 대한 진실을 알게 된다. 저택의 유령들은 엘리자베스와 그레이시의 비극적인 죽음으로 인해 저주를 받았으며, 연인이 재회해야만 저주에서 풀려날 수 있다는 것이다. 사라는 엘리자베스의 환생으로 여겨진다. 레오타는 진실을 밝힐 열쇠를 찾기 위해 에버스 가족을 저택 묘지로 보낸다. 짐과 딸 메건은 지하 묘지에서 열쇠를 발견하지만, 그곳에 있는 언데드들에게 공격받는다. 아들 마이클의 도움으로 겨우 탈출한다.
레오타는 다락방의 잠긴 상자로 그들을 인도하고, 짐은 엘리자베스가 그레이시와 결혼하고 싶어했으며 살해당했다는 내용의 편지를 발견한다. 램슬리는 그레이시가 자신의 유산을 버리는 것을 막기 위해 엘리자베스를 살해했다고 밝힌다. 램슬리는 아이들을 상자에 가두고 짐을 저택에서 쫓아낸다. 그레이시와 사라는 무도회장에서 재회하지만, 그레이시는 사라에게 엘리자베스라고 주장하며 그녀를 혼란스럽게 한다. 무도회장에는 유령들이 나타나 춤을 추고, 램슬리는 사라에게 아이들의 안전을 볼모로 그레이시와 결혼할 것을 강요한다.
레오타의 도움으로 짐은 다시 저택에 들어가 아이들을 구하고 결혼식을 막는다. 그는 그레이시에게 엘리자베스의 편지를 보여주고, 램슬리의 범죄가 드러난다. 분노한 그레이시는 램슬리를 추궁하고, 램슬리는 악마를 소환해 그들을 공격한다. 그러나 진실이 밝혀지자 악마 메피스토가 나타나 램슬리를 영원한 벌을 받도록 지옥으로 끌고 간다. 램슬리는 짐을 함께 데려가려 하지만, 그레이시가 그를 구한다. 결혼식 도중 램슬리가 준 독으로 쓰러진 사라에게 유령 구슬이 나타나 그녀를 빙의하고, 구슬의 정체는 진실이 밝혀져 해방된 엘리자베스였다. 엘리자베스와 그레이시는 재회하고, 사라는 되살아난다.
저주가 풀리자 그레이시는 에버스 가족에게 저택의 소유권을 넘기고 엘리자베스와 저택 유령들과 함께 천국으로 떠난다. 에버스 가족은 계획했던 휴가를 떠나고, 짐과 아이들이 묘지에서 만났던 노래하는 흉상과 레오타가 함께한다. 마지막 장면에서 레오타는 영화 원작의 마지막 대사를 사용하여 관객들에게 다시 돌아오라고 권유한다.

## 출연진
- 에디 머피 - 짐 에버스
- 테런스 스탬프 - 램즐리
- 너새니얼 파커 - 에드워드 그레이시
- 마샤 토머슨 - 세라 에버스
- 제니퍼 틸리 - 마담 리오타
- 월리스 숀 - 에즈라
- 다이나 스파이비 - 메건 에버스
- 마크 존 제퍼리스 - 마이클 에버스
- 레이철 해리스 - 콜먼 부인

## 기타
- 미술: 존 마이어
- 특수분장: 릭 베이커
- 의상: 모나 메이
- 배역: 마시아 로스
- 배역: 도나 모론그
- 배역: 게일 골드버그

## 홈 미디어
이 영화는 2004년 4월 20일 VHS와 DVD로 출시되었다.

## 비디오 게임
영화보다는 라이드(놀이기구)에 기반한 비디오 게임은 영화 극장 개봉 직전에 배급되었다.